# Museo fallologico islandese
Il Museo fallologico islandese (in islandese: Hið Íslenzka Reðasafn) è un piccolo museo privato di Reykjavík dedicato all'organo sessuale maschile. Prima del 2012 il museo aveva sede a Húsavík, cittadina del nord vicino ad Akureyri.
Fondato nel 1974 da Sigurdur Hjartarson, professore di storia in pensione, il museo raccoglie apparati genitali maschili, disseccati o conservati in formaldeide.
La collezione è composta da 276 peni, appartenenti a 92 specie animali diverse, nella fattispecie ai mammiferi d'Islanda, alcuni dei quali ormai estinti. Dal 2011 fa parte della collezione un pene umano, donato da un cittadino islandese alla sua morte.

## Storia

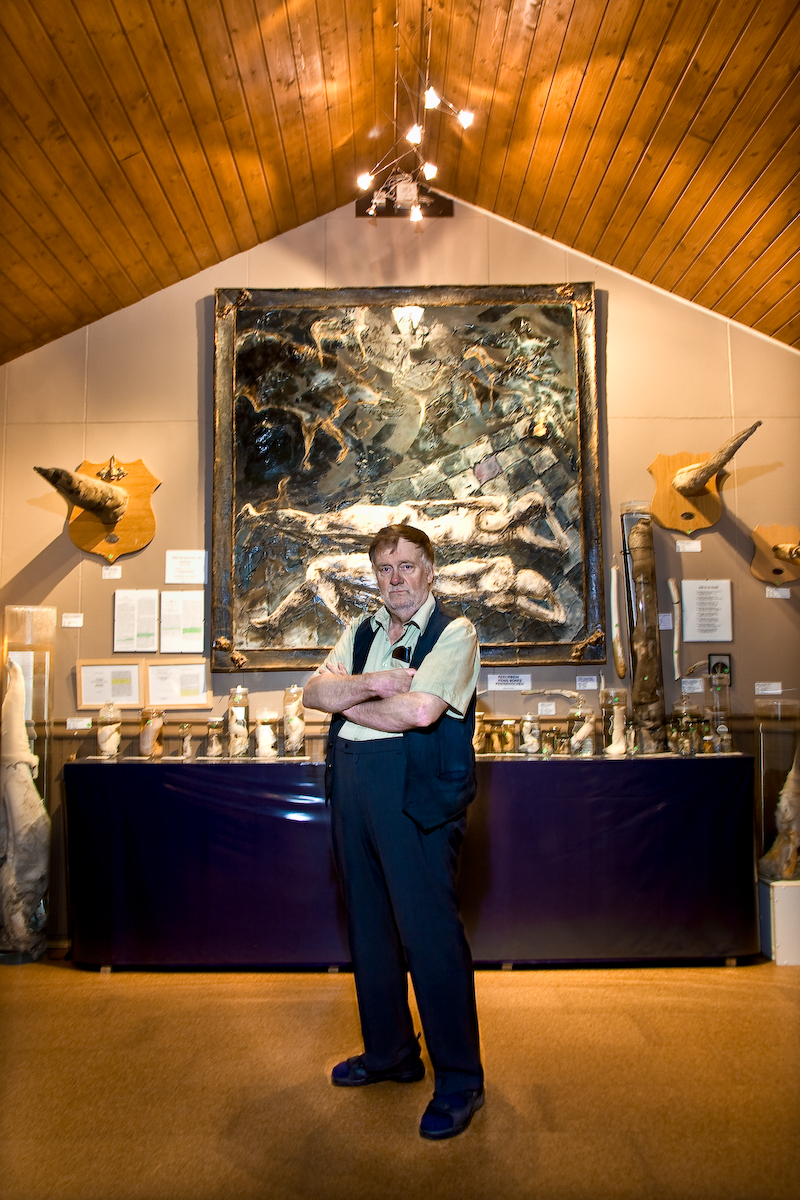
Sigurður Hjartarson, fondatore del museo

Il fondatore del museo Sigurður Hjartarson ha lavorato come professore e preside per 37 anni, insegnando storia e spagnolo al Hamrahlid College Reykjavík prima di pensionarsi. Curioso notare che già da bambino possedeva il pene di un toro, che utilizzava come frusta per il bestiame. Inaugurò la sua collezione quando un conoscente, sentita la storia del pene del toro, gliene regalò altri quattro nel 1974; di questi, Sigurður ne regalerà tre ai suoi amici. Anche i lavoratori alle baleniere, giunti a conoscenza dell'insolita passione del ragazzo, cominciarono a donargli peni di balene; è in questo momento che la sua raccolta si espanse, grazie alle varie donazioni provenienti dalle regioni più disparate dell'Islanda.
Per fare un esempio, gli organi degli animali da fattoria provenivano dai mattatoi, mentre i pescatori fornivano quelli delle foche e delle balene. Sigurður riuscì addirittura ad ottenere il fallo di un orso polare, che venne ucciso da due pescatori che lo trovarono alla deriva nei Westfjords. L'adolescente era seguito dalla famiglia nel conseguimento del suo obiettivo, non senza qualche acuto senso di imbarazzo. La figlia Þorgerður ricorda che venne inviata al mattatoio a raccogliere peni congelati di capra; venne tuttavia bloccata dagli operai, in pausa pranzo, che le chiesero cosa stesse facendo. Costretta ad ammettere le ragioni della sua visita, si sfogò poi con Sigurður urlandogli: «Non collezionerò mai più niente per te».
Sigurður iniziò la sua collezione nel suo ufficio al college finché non decise di ritirarsi dalla vita lavorativa. A questo punto decise di esporre l'intero nucleo collezionistico pubblicamente, su volontà anche del municipio di Reykjavík che nel 1997 gli concesse 200.000 ISK per l'inaugurazione del nuovo spazio museale. Nel 2003 il sito è stato visitato da 5.200 visitatori, di cui 4.200 provenienti dall'estero. Nello stesso anno Sigurður decise di vendere il museo, tentando anche di regalarlo al comune di Reykjavík. Dopo l'ennesimo insuccesso, tuttavia, decise di spostarsi a Húsavík, piccolo villaggio situato 480 km a nordest capitale. Il sito museale si trovava in un piccolo edificio, precedentemente adibito a ristorante; i residenti locali inizialmente erano scettici, anche se cambiarono presto idea quando compresero che la collezione non aveva aspetti pornografici.
Sigurður nel 2012 consegnò l'intera collezione al figlio Hjörtur Gísli Sigurðsson (definito come «l'unico ereditario al mondo di una collezione di peni»). L'intero nucleo venne quindi traslocato nell'attuale collocazione: Laugavegur 116, Reykjavík; la struttura originaria oggi ospita il «Museo dell'Esplorazione».

## Collezione

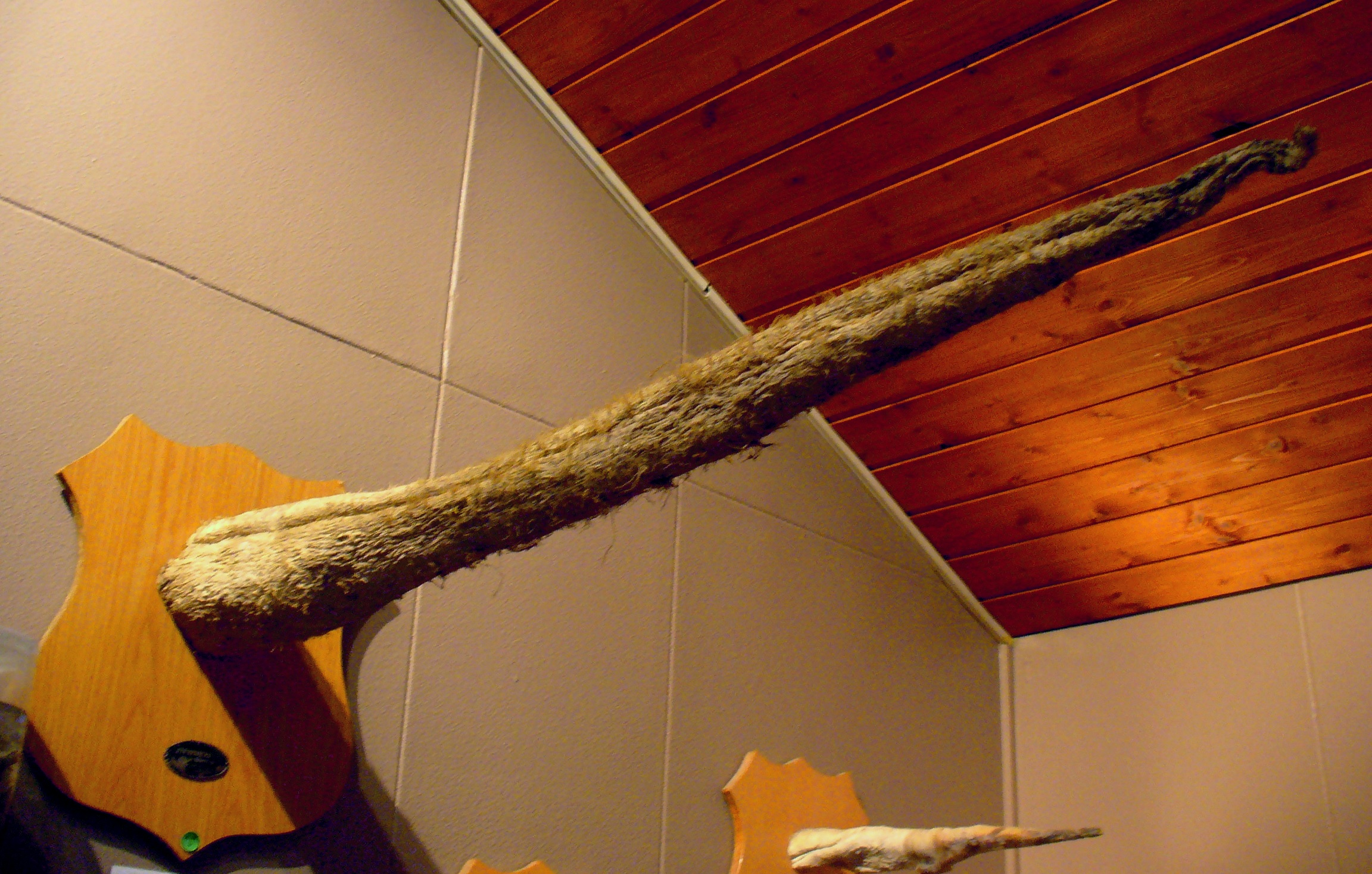
Il più grande fallo esposto è questo: trattasi del pene di una balenottera azzurra o balaenoptera musculus

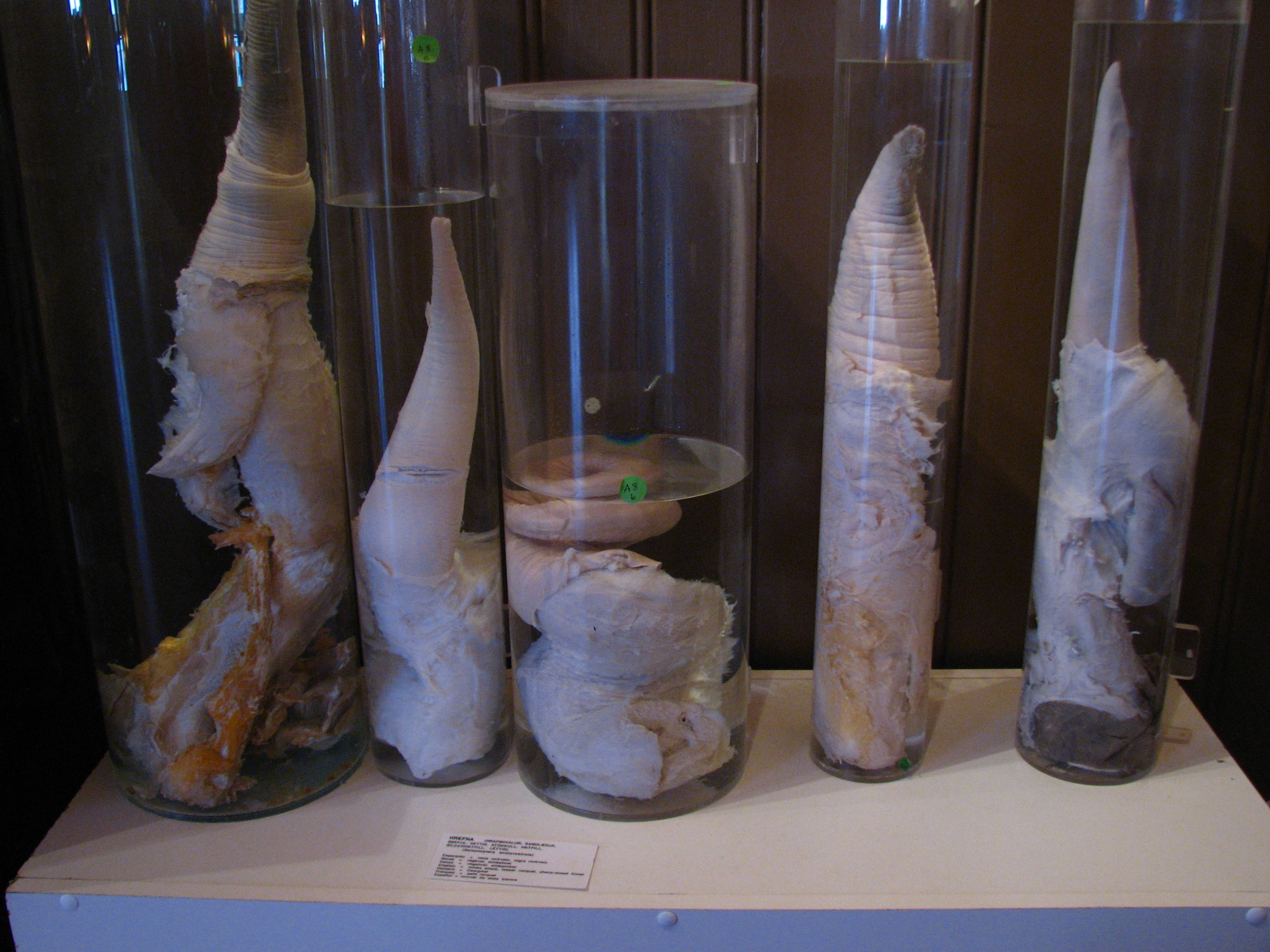
Peni di Balaenoptera acutorostrata

Secondo il sito web del museo, la collezione comprende 280 peni di 93 specie animali. Si spazia dagli esemplari più grandi ai più piccoli peni del mondo animale. Il fallo più grande fra quelli esposti, lungo 170 cm e pesante 70 kg, appartiene a una balena: è così possente da esser stato definito «un vero Moby Dick» dall'Iceland Review. In realtà, questo campione non rappresenta nient'altro che la punta dell'intero organo, che se sezionato in toto avrebbe avuto una lunghezza di 5 m ed un peso di 350–450 kg. Al contrario, vi è il membro genitale di un criceto che è lungo solo 2 mm; si pensi che, per essere visto dall'occhio umano, questo deve essere visionato attraverso una lente d'ingrandimento. Sigurður in merito ha descritto la sua collezione come il risultato di «37 anni di raccolta di peni; qualcuno doveva pur farlo».
Il museo accoglie anche una "sezione folklore", che ripercorre la storia del pene nelle narrazioni mitologiche: vengono infatti mostrate ricostruzioni immaginarie dei falli di elfi, troll, Kelpie ed altri personaggi della fantasia popolare. Sigurður, citando il fallo dell'elfo («insolitamente grande e vecchio») come il suo preferito, ricorda tuttavia che questo non può essere visto poiché secondo la tradizione islandese elfi e troll sono invisibili. Nella collezione "folcloristica" sono compresi anche un tritone ed altre creature marine.
Il sito web del museo afferma che tutto ciò consente di «perseguire uno studio accurato ed approfondito nella branca della fallologia in modo scientifico ed organizzato», dando il giusto risalto ad un campo considerato sino ad allora «"di confine" rispetto ad altre discipline accademiche come storia, arte, psicologia, letteratura [...] e musica». Lo scopo prefissato dal museo è quello di collezionare peni di ogni mammifero stanziatosi in Islanda. Fra i vari oggetti esposti, inoltre, si possono trovare anche lampade fatte di scroto di toro ed un'incisione settecentesca raffigurante la circoncisione di Cristo.
Per la salvaguardia della collezione, varie sono le tecniche usate: si va dalla conservazione in formaldeide, al decapaggio, fino a giungere all'essiccamento, all'imbottitura ed alla salatura. Addirittura, per preservare un pene di toro, Sigurður decise di convertirlo in un bastone da passeggio; sorte quasi analoga è toccata a numerosi testicoli di montone, trasformati in lampade che tuttora illuminano le sale.
Di seguito l'impressione di Josh Schonwald di Salon.com dopo la visita al museo: